# Okrug Dolný Kubín
Okrug Dolný Kubín (slovački: Okres Dolný Kubín) nalazi se u sjevernoj Slovačkoj u Žilinskome kraju.  U okrugu živi 38 726 stanovnika, dok je gustoća naseljenosti 78,73 stan/km². Ukupna površina okruga je 491,83 km². Glavni grad okruga Dolný Kubín je istoimeni grad Dolný Kubín s 17 540 stanovnika.

## Stanovništvo
| Godina:     | 1994.  | 2004.   | 2014.   | 2024.   |
| ----------- | ------ | ------- | ------- | ------- |
| Broj ljudi: | 38 497 | 39 458  | 39 469  | 38 726  |
| Razlika:    |        | +2,49 % | +0,02 % | −1,88 % |

| Godina:     | 2023.  | 2024.   |
| ----------- | ------ | ------- |
| Broj ljudi: | 38 734 | 38 726  |
| Razlika:    |        | −0,02 % |

## Gradovi
- Dolný Kubín

## Općine
| - Bziny - Dlhá nad Oravou - Horná Lehota - Chlebnice - Istebné - Jasenová - Kraľovany - Krivá | - Leštiny - Malatiná - Medzibrodie nad Oravou - Oravská Poruba - Oravský Podzámok - Osádka - Párnica - Pokryváč | - Pribiš - Pucov - Sedliacka Dubová - Veličná - Vyšný Kubín - Zázrivá - Žaškov |

## Vanjske poveznice
- Slike regije i okruga  Arhivirana inačica izvorne stranice od 12. kolovoza 2004. (Wayback Machine)

### Ostali projekti
|  | Zajednički poslužitelj ima još gradiva o temi Dolný Kubín |